# Kolbotn Fotball Kvinner 2016
Questa voce raccoglie le informazioni riguardanti il Kolbotn Fotball Kvinner nelle competizioni ufficiali della stagione 2016.

## Stagione
Il Kolbotn ha chiuso la stagione al 4º posto finale in campionato. L'avventura nel Norgesmesterskapet si è chiusa invece in semifinale, con l'eliminazione subita per mano dello LSK Kvinner.

## Maglie e sponsor
Lo sponsor tecnico per la stagione 2016 è stato Legea, mentre lo sponsor ufficiale è stato iTet. La divisa casalinga era composta da una maglietta bianca con motivi blu, con pantaloncini e calzettoni bianchi. La divisa da trasferta era invece totalmente blu, con rifiniture bianche.
| Casa | Trasferta |

## Rosa
| N. |                        | Ruolo | Calciatrice               |
| -- | ---------------------- | ----- | ------------------------- |
| 1  | Finlandia (bandiera)   | P     | Siiri Välimaa             |
| 2  | Norvegia (bandiera)    | D     | Ina Gausdal               |
| 3  | Norvegia (bandiera)    | D     | Maja Maria Staubo Nordahl |
| 4  | Inghilterra (bandiera) | C     | Rachael Axon              |
| 5  | Norvegia (bandiera)    | D     | Ane Walsøe                |
| 6  | Norvegia (bandiera)    | A     | Andrea Segtnan Thun       |
| 8  | Norvegia (bandiera)    | C     | Solveig Gulbrandsen       |
| 9  | Norvegia (bandiera)    | C     | Tonje Pedersen            |
| 10 | Norvegia (bandiera)    | C     | Karina Sævik              |
| 11 | Norvegia (bandiera)    | D     | Cecilie Liane             |
| 12 | Norvegia (bandiera)    | P     | Jenny Frantsen            |

| N. |                      | Ruolo | Calciatrice         |
| -- | -------------------- | ----- | ------------------- |
| 14 | Svezia (bandiera)    | A     | Fanny Andersson     |
| 15 | Norvegia (bandiera)  | A     | Jenny Norem         |
| 16 | Norvegia (bandiera)  | D     | Camilla Huseby      |
| 17 | Norvegia (bandiera)  | C     | Linn Huseby         |
| 18 | Norvegia (bandiera)  | D     | Marit Lund          |
| 19 | Norvegia (bandiera)  | A     | Maren Johansen      |
| 20 | Norvegia (bandiera)  | A     | Tone Bettina Pirisi |
| 22 | Norvegia (bandiera)  | D     | Ingrid Elvebakken   |
| 28 | Finlandia (bandiera) | A     | Juliette Kemppi     |
| 29 | Norvegia (bandiera)  | P     | Aurora Mikalsen     |

## Calciomercato

### Sessione invernale
| Arrivi | Arrivi              | Arrivi       | Arrivi     |
| R.     | Nome                | da           | Modalità   |
| ------ | ------------------- | ------------ | ---------- |
| C      | Rachael Axon        | Houston Dash | definitivo |
| A      | Juliette Kemppi     | AIK          | definitivo |
| A      | Andrea Segtnan Thun | Sandviken    | definitivo |

| Partenze | Partenze               | Partenze     | Partenze   |
| R.       | Nome                   | a            | Modalità   |
| -------- | ---------------------- | ------------ | ---------- |
| P        | Charlotte Jakobsen     | Lørenskog    | definitivo |
| D        | Inga Sofie Bakken      |              | svincolata |
| D        | Eirin Bjerkreim Kleppa | Frigg        | definitivo |
| D        | Andrine Tomter         | Avaldsnes    | definitivo |
| C        | Sheila van den Bulk    | Djurgården   | definitivo |
| C        | Cami Privett           | Houston Dash | definitivo |
| C        | Laura Stockdale        |              | svincolata |
| A        | Elisabeth Jeppesen     | Røa          | definitivo |
| A        | Camilla Ose            | Vålerenga    | definitivo |

### Sessione estiva
| Arrivi | Arrivi | Arrivi | Arrivi   |
| R.     | Nome   | da     | Modalità |
| ------ | ------ | ------ | -------- |

| Partenze | Partenze | Partenze | Partenze |
| R.       | Nome     | a        | Modalità |
| -------- | -------- | -------- | -------- |

## Risultati

### Toppserien

#### Girone di andata
| Arbitro: | Eide (Drammen) |

|          |           |            |
| Liane 6’ | Marcatori | 65’ Spitse |

| Arbitro: | Langnes Aarland |

|              |           |                            |
| Naalsund 10’ | Marcatori | 13’ (rig.) Lund 19’ Kemppi |

| Arbitro: | Sørø (Molde) |

|                                  |           |  |
| Segtnan Thun 20’ Kemppi 32’, 66’ | Marcatori |  |

| Arbitro: | Buhaug Folstad |

|  |           |                                    |
|  | Marcatori | 56’ Staubo Nordahl 58’ (rig.) Lund |

| Arbitro: | Berghøi (Auli) |

|  |           |              |
|  | Marcatori | 75’ Fridlund |

| Arbitro: | Rodahl Dokset (Oslo) |

|                 |           |  |
| Gulbrandsen 76’ | Marcatori |  |

| Arbitro: | Buhaug Folstad |

|                           |           |  |
| Staubo Nordahl 11’ (aut.) | Marcatori |  |

| Arbitro: | Tandstad (Tandstad) |

|                     |           |  |
| Axon 26’ Kemppi 86’ | Marcatori |  |

| Arbitro: | Eide (Drammen) |

|              |           |                            |
| Jeppesen 50’ | Marcatori | 15’ Kemppi 48’ Gulbrandsen |

| Arbitro: | Berghøi (Auli) |

|           |           |  |
| Sævik 25’ | Marcatori |  |

| Arbitro: | Buhaug Folstad |

|  |           |                                  |
|  | Marcatori | 37’, 67’ (rig.) Axon 48’ Gausdal |

#### Girone di ritorno
| Arbitro: | Langnes Aarland |

|                             |           |  |
| Kemppi 19’ Segtnan Thun 90’ | Marcatori |  |

| Arbitro: | Sørø (Molde) |

|                                                      |           |  |
| Spitse 2’ Herlovsen 5’, 89’ Sønstevold 72’ Haavi 81’ | Marcatori |  |

| Arbitro: | Berghøi (Auli) |

|  |           |                                      |
|  | Marcatori | 20’ Byom-Nilssen 55’ Skjold Frøshaug |

| Arbitro: | Buhaug Folstad |

|              |           |           |
| Matveeva 67’ | Marcatori | 17’ Sævik |

| Arbitro: | Tandstad (Tandstad) |

|                                                                                |           |  |
| Andersson 12’, 81’ Segtnan Thun 44’, 61’ Liane 52’ Axon 57’ (rig.) Gausdal 76’ | Marcatori |  |

| Oslo 24 settembre 2016, ore 15:00 17ª giornata    | Vålerenga | 0 – 1 referto   | Kolbotn | Vallhall Arena (97 spett.) |
| \| \| \| \| \| \| Marcatori \| 70’ Gulbrandsen \| |           |                 |         |                            |
|                                                   |           |                 |         |                            |
|                                                   | Marcatori | 70’ Gulbrandsen |         |                            |

| Stabekk 2 ottobre 2016, ore 16:30 18ª giornata | Stabæk         | 0 – 0 referto | Kolbotn | Nadderud Stadion (183 spett.)\| Arbitro: \| Eide (Drammen) \| |
| Arbitro:                                       | Eide (Drammen) |               |         |                                                               |

| Arbitro: | Wenche Kleven (Lørenskog) |

|  |           |                |
|  | Marcatori | 33’ Andreassen |

| Arbitro: | Zangeneh |

|              |           |  |
| Thorsnes 26’ | Marcatori |  |

| Arbitro: | Buhaug Folstad |

|                            |           |          |
| Pedersen 7’, 86’ Sævik 78’ | Marcatori | 90’ Wiik |

| Arbitro: | Eide (Drammen) |

|            |           |            |
| Reiten 83’ | Marcatori | 84’ Huseby |

### Norgesmesterskapet
| Arbitro: | Wenche Kleven (Lørenskog) |

|  |           |                  |
|  | Marcatori | 26’ Segtnan Thun |

| Arbitro: | Eide (Drammen) |

|                                  |           |            |
| Axon 31’ Gausdal 108’ Sævik 120’ | Marcatori | 26’ Surdal |

| Arbitro: | Sørø (Molde) |

|                                                                                                  |                       |                                                                                              |
| Jensen Rønning Dekkerhus Isaksen Reinås Enget Merete Grønli Jónsdóttir Flakk Markussen Hjelmseth | Tiri di rigore 9 – 10 | Lund Pedersen Staubo Nordahl Elvebakken Sævik Gausdal Kemppi Norem Liane Välimaa Gulbrandsen |

| Arbitro: | Tandstad (Tandstad) |

|                      |           |                                                                         |
| Gulbrandsen 47’, 79’ | Marcatori | 40’ Sønstevold 43’ Mykjåland 61’ (aut.) Gausdal 63’, 69’, 83’ Herlovsen |

## Statistiche

### Statistiche di squadra
| Competizione       | Punti | In casa | In casa | In casa | In casa | In casa | In casa | In trasferta | In trasferta | In trasferta | In trasferta | In trasferta | In trasferta | Totale | Totale | Totale | Totale | Totale | Totale | DR  |
| Competizione       | Punti | G       | V       | N       | P       | Gf      | Gs      | G            | V            | N            | P            | Gf           | Gs           | G      | V      | N      | P      | Gf     | Gs     | DR  |
| ------------------ | ----- | ------- | ------- | ------- | ------- | ------- | ------- | ------------ | ------------ | ------------ | ------------ | ------------ | ------------ | ------ | ------ | ------ | ------ | ------ | ------ | --- |
| Toppserien         | 40    | 11      | 7       | 1       | 3       | 20      | 6       | 11           | 5            | 3            | 3            | 12           | 11           | 22     | 12     | 4      | 6      | 32     | 17     | +15 |
| Norgesmesterskapet | -     | 2       | 1       | 0       | 1       | 5       | 7       | 2            | 1            | 1            | 0            | 1            | 0            | 4      | 2      | 1      | 1      | 6      | 7      | -1  |
| Totale             | -     | 13      | 8       | 1       | 4       | 25      | 13      | 13           | 6            | 4            | 3            | 13           | 11           | 26     | 14     | 5      | 7      | 38     | 24     | +14 |

### Andamento in campionato
| Giornata  | 1 | 2 | 3 | 4 | 5 | 6 | 7 | 8 | 9 | 10 | 11 | 12 | 13 | 14 | 15 | 16 | 17 | 18 | 19 | 20 | 21 | 22 |
| --------- | - | - | - | - | - | - | - | - | - | -- | -- | -- | -- | -- | -- | -- | -- | -- | -- | -- | -- | -- |
| Luogo     | C | T | C | T | C | C | T | C | T | C  | T  | C  | T  | C  | T  | C  | T  | T  | C  | T  | C  | T  |
| Risultato | N | V | V | V | P | V | P | V | V | V  | V  | V  | P  | P  | N  | V  | V  | N  | P  | P  | V  | N  |
| Posizione | 7 | 5 | 3 | 3 | 4 | 4 | 4 | 4 | 4 | 4  | 3  | 3  | 3  | 4  | 4  | 4  | 3  | 3  | 4  | 4  | 4  | 4  |

Fonte:  Toppserien 2016, su altomfotball.no, Altomfotball.
Legenda:

Luogo: C = Casa; T = Trasferta. Risultato: V = Vittoria; N = Pareggio; P = Sconfitta.

### Statistiche dei giocatori
| Giocatore         | Toppserien | Toppserien | Toppserien  | Toppserien | Norgesmesterskapet | Norgesmesterskapet | Norgesmesterskapet | Norgesmesterskapet | Coppe europee | Coppe europee | Coppe europee | Coppe europee | Altre coppe | Altre coppe | Altre coppe | Altre coppe | Totale   | Totale | Totale      | Totale     |
| Giocatore         | Presenze   | Reti       | Ammonizioni | Espulsioni | Presenze           | Reti               | Ammonizioni        | Espulsioni         | Presenze      | Reti          | Ammonizioni   | Espulsioni    | Presenze    | Reti        | Ammonizioni | Espulsioni  | Presenze | Reti   | Ammonizioni | Espulsioni |
| ----------------- | ---------- | ---------- | ----------- | ---------- | ------------------ | ------------------ | ------------------ | ------------------ | ------------- | ------------- | ------------- | ------------- | ----------- | ----------- | ----------- | ----------- | -------- | ------ | ----------- | ---------- |
| R. Axon           | 21         | 4          | 3           | 0          | 4                  | 1                  | 0                  | 0                  | -             | -             | -             | -             | -           | -           | -           | -           | 25       | 5      | 3           | 0          |
| F. Andersson      | 22         | 2          | 1           | 0          | 4                  | 0                  | 0                  | 0                  | -             | -             | -             | -             | -           | -           | -           | -           | 26       | 2      | 1           | 0          |
| T. Bettina Pirisi | 2          | 0          | 0           | 0          | 1                  | 0                  | 0                  | 0                  | -             | -             | -             | -             | -           | -           | -           | -           | 3        | 0      | 0           | 0          |
| I. Elvebakken     | 19         | 0          | 0           | 0          | 4                  | 0                  | 0                  | 0                  | -             | -             | -             | -             | -           | -           | -           | -           | 23       | 0      | 0           | 0          |
| J. Frantsen       | 0          | -0         | 0           | 0          | 0                  | -0                 | 0                  | 0                  | -             | -             | -             | -             | -           | -           | -           | -           | 0        | -0     | 0           | 0          |
| I. Gausdal        | 22         | 2          | 2           | 0          | 3                  | 1                  | 0                  | 0                  | -             | -             | -             | -             | -           | -           | -           | -           | 25       | 3      | 2           | 0          |
| S. Gulbrandsen    | 22         | 3          | 1           | 0          | 4                  | 2                  | 0                  | 0                  | -             | -             | -             | -             | -           | -           | -           | -           | 26       | 5      | 1           | 0          |
| C. Huseby         | 2          | 1          | 0           | 0          | 1                  | 0                  | 0                  | 0                  | -             | -             | -             | -             | -           | -           | -           | -           | 3        | 1      | 0           | 0          |
| L. Huseby         | 4          | 0          | 0           | 0          | 1                  | 0                  | 0                  | 0                  | -             | -             | -             | -             | -           | -           | -           | -           | 5        | 0      | 0           | 0          |
| M. Johansen       | 0          | 0          | 0           | 0          | 0                  | 0                  | 0                  | 0                  | -             | -             | -             | -             | -           | -           | -           | -           | 0        | 0      | 0           | 0          |
| J. Kemppi         | 22         | 6          | 0           | 0          | 3                  | 0                  | 0                  | 0                  | -             | -             | -             | -             | -           | -           | -           | -           | 25       | 6      | 0           | 0          |
| C. Liane          | 22         | 2          | 1           | 0          | 4                  | 0                  | 0                  | 0                  | -             | -             | -             | -             | -           | -           | -           | -           | 26       | 2      | 1           | 0          |
| M. Lund           | 4          | 2          | 1           | 0          | 1                  | 0                  | 0                  | 0                  | -             | -             | -             | -             | -           | -           | -           | -           | 5        | 2      | 1           | 0          |
| A. Mikalsen       | 8          | -10        | 0           | 0          | 1                  | -1                 | 0                  | 0                  | -             | -             | -             | -             | -           | -           | -           | -           | 9        | -11    | 0           | 0          |
| J. Norem          | 11         | 0          | 0           | 0          | 3                  | 0                  | 0                  | 0                  | -             | -             | -             | -             | -           | -           | -           | -           | 14       | 0      | 0           | 0          |
| T. Pedersen       | 20         | 2          | 1           | 0          | 4                  | 0                  | 0                  | 0                  | -             | -             | -             | -             | -           | -           | -           | -           | 24       | 2      | 1           | 0          |
| K. Sævik          | 22         | 3          | 1           | 0          | 4                  | 1                  | 0                  | 0                  | -             | -             | -             | -             | -           | -           | -           | -           | 26       | 4      | 1           | 0          |
| A. Segtnan Thun   | 19         | 4          | 0           | 0          | 4                  | 1                  | 0                  | 0                  | -             | -             | -             | -             | -           | -           | -           | -           | 23       | 5      | 0           | 0          |
| M. Staubo Nordahl | 22         | 1          | 2           | 0          | 4                  | 0                  | 0                  | 0                  | -             | -             | -             | -             | -           | -           | -           | -           | 26       | 1      | 2           | 0          |
| S. Välimaa        | 14         | -14        | 0           | 0          | 3                  | -6                 | 1                  | 0                  | -             | -             | -             | -             | -           | -           | -           | -           | 17       | -20    | 1           | 0          |
| A. Walsøe         | 0          | 0          | 0           | 0          | 0                  | 0                  | 0                  | 0                  | -             | -             | -             | -             | -           | -           | -           | -           | 0        | 0      | 0           | 0          |